# Pierre Ferrary
Pour les articles homonymes, voir Ferrary.
Pierre Ferrary, ou Pierre Ferrari,  est un parolier, scénariste et dialoguiste français, auteur de comédies et de sketches, actif des années 1930 aux années 1970.

## Biographie
Pierre Ferrary a écrit de nombreux sketches et comédies avec Max Régnier, Roméo Carles, Robert Rocca...

## Théâtre
- 1941 :  Pages éphémères, revue de Roméo Carlès, Pierre Ferrary et Pierre Gilbert au Coucou[1].

## Filmographie

### Scénariste
- 1949 : L'Homme explosif de Marcel Paulis
- 1949 : À la culotte de zouave d'Henri Verneuil
- 1950 : L'Art d'être courtier d'Henri Verneuil
- 1950 : On demande un bandit d'Henri Verneuil
- 1950 : Le Roi Pandore d'André Berthomieu
- 1952 : Monsieur Leguignon lampiste de Maurice Labro
- 1954 : Leguignon guérisseur de Maurice Labro

### Acteur
- 1947 : Ploum ploum tra la la de Robert Hennion : dans son propre rôle
- 1960 : Les Mains d'Orlac d'Edmond T. Gréville : un ambulancier